# 蒙特阿古多-德拉斯萨利纳斯
蒙特阿古多-德拉斯萨利纳斯（西班牙語：Monteagudo de las Salinas）是西班牙卡斯蒂利亚-拉曼恰昆卡省的一个市镇。总面积132平方公里，总人口131人（2001年），人口密度1人/平方公里。